# Adèle Foucher
Adèle Foucher (27 de septiembre de 1803 - 27 de agosto de 1868) fue la esposa del escritor francés Victor Hugo, a quien conocía desde la infancia. Su relación con el crítico Charles Augustin Sainte-Beuve se convirtió en la materia prima para la novela de 1834 de Sainte-Beuve, Volupté. Adèle escribió una biografía de su marido, publicada en 1863.

## Primeros años
Adèle Foucher nació en París, hija de Pierre Foucher, un amigo de los padres de Victor Hugo. El hermano de Adèle, Paul Foucher, ayudó a Hugo haciéndose pasar como el autor de su obra teatral Amy Robsart, la cual nunca fue publicada. Paul más tarde produjo una exitosa adaptación al teatro de la novela de Hugo Nuestra Señora de París.
Durante su cortejo, Hugo escribió unas 200 cartas de amor a Adèle, la mayoría de las cuales han sido publicadas. La pareja se casó el 12 de octubre de 1822. El hermano de Victor, Eugène Hugo, también amaba a Adèle, y sufrió un colapso mental al verla casarse con Victor.
El primer hijo de Adèle y Victor, Léopold, nació en 1823, pero murió pronto. Luego vino una hija, Léopoldine, nacida en 1824. Léopoldine falleció trágicamente en 1843, poco después de su matrimonio, causando gran aflicción a sus padres, e inspirando muchos de los poemas de su progenitor, especialmente los contenidos en Las Contemplaciones.
Otro hijo, Charles, nació en 1826, seguido de François-Victor en 1828, y otra hija, Adèle Hugo, en 1830. Por este tiempo Hugo ya se había hecho su reputación como poeta y novelista. Fue poco después del nacimiento de su último retoño, que Adèle dejó de mantener relaciones íntimas con su marido e inició un romance adúltero con el amigo de Hugo Sainte-Beuve, el cual duró hasta 1837.

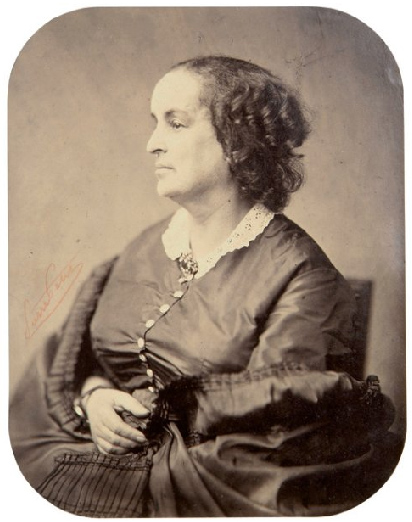
Adèle Hugo fotografiada en la madurez, por Pierre Petit.

## Vida más tardía
En 1833, Victor Hugo inició una relación con Juliette Drouet, que se convirtió en su amante por largo tiempo. En respuesta, Adèle gradualmente acabó su aventura con Sainte-Beuve. Aunque llegó a considerar dejar a Adèle en cierto momento, continuaron casados, y más tarde, cuando vivieron en la isla de Guernsey, una cierta amistad creció entre la mujer y la amante.
Después de un periodo de actividad política en la década de 1840, Victor Hugo cayó en desgracia ante el nuevo dirigente de Francia, Napoleón III, y dejó el país, yendo primero a Bruselas y después a la isla de Jersey. En octubre de 1855, encontró una casa permanente en Hauteville House en St Peter Port, Guernsey, y trajo a su familia a vivir allí con él. Mientras vivía en Bruselas, Adèle compró un galgo, el cual después de muerto fue disecado y preservado para exhibir.
La biografía de Adèle de su marido, Victor Hugo raconté par un témoin de sa vie, fue publicada en 1863, y es notable por excluir cualquier mención de las aventuras extramatrimoniales de Victor.
Adèle murió de una "congestión cerebral" a la edad de 64 años, mientras se encontraba en Bruselas, y fue enterrada en Villequier, cerca de la tumba de su hija Léopoldine; sus hijos acompañaron el féretro con su cuerpo en su viaje para el entierro.